# Charles Ehresmann
Charles Ehresmann   (Estrasburg, 19 d'abril de 1905 - Amiens, 22 de setembre de 1979) va ser un matemàtic francès conegut per les seves obres en teoria de categories i topologia diferencial.

## Vida
Charles Ehresmann va néixer en una família senzilla (el seu pare era jardiner en un convent d'Estrasburg) que parlava el dialecte alsacià. Els seus primers anys d'escola van ser en alemany, però després de 1918 va estudiar en francès al Lycée Klèber d'Estrasburg.
Va ingressar a l'ENS el 1924 on es va graduar el 1927. Els següents tres anys va estar fent el servei militar i donant classes al Liceu Francès de Rabat, (Marroc). El 1931 va continuar els seus estudis a la Universitat de Göttingen, aleshores el més prestigiós centre de Matemàtiques del món, fins que l'arribada dels nazis al poder a Alemanya va desfer el departament universitari. Fins al 1934 en què va retornar a França, va estar a la Universitat de Princeton com a Proctor Visiting Fellow.
Entre 1934 i 1939 va ser investigador al CNRS. Durant aquest temps també va ser membre fundador de N. Bourbaki. El 1939 és nomenat professor de la Universitat d'Estrasburg, encara que l'inici de la guerra l'obligarà a traslladar-se a Clermont-Ferrand.
El 1955 passà a ser catedràtic de Topologia a la Universitat de París quan es va crear aquesta càtedra, de la que es retiraria el 1975. Després de la seva jubilació, encara donarà classes d'història i fonaments de les matemàtiques a la Universitat d'Amiens, ciutat a la que es retira a viure, ja que la seva dona era professora en aquesta ciutat.
El 1957 va crear la revista Cahiers de Topologie et Géometrie Différentielle Categoriques, de la que va ser editor principal durant vint anys.
Jean Dieudonné, antic col·lega seu al grup Bourbaki, diu d'ell:
...es va distingir per la seva franquesa, senzillesa i total absència de vanitat o d'arribisme. Com a professor era excel·lent, no tant per la brillantor de les seves classes, com per l'incansable orientació i inspiració que va brindar generosament als seus estudiants de recerca ...

## Obres
- 1934: Sur la topologie de certains espaces homogènes (Tesi doctoral)
- 1944: Sur les applications continues d'un espace dans espace fibré ou dans un revêtement
- 1950: Les connexions infinitésimeles dans un espace fibre différentiable
- 1961: Especes de structures locales elargissements de categories
- 1961: Structures feuilletées
- 1961: Catégories différentiables et géométrie différentielle
- 1963: Groupoides inductifs, groupoides sous-inductifs
- 1963: Catégories structurées, Sous-structures et catégories ordonnées, Structures quotient
- 1965: Introduction à la théorie des catégories
- 1966: Sur l'existence de structures libres et de foncteurs adjoints
- 1968: Catégories et Structures